# Juncus breweri
Juncus breweri es una herbácea de la familia de las juncáceas. Es nativa del oeste de los Estados Unidos desde British Columbia al norte de California, donde crece en hábitats costeros como playas y pantanos. 

## Descripción
Es una hierba perennifolia que crece desde un fuerte rizoma que la ancla en la arena y el sustrato inestable. Produce tallos delgados de hasta 1,3 metros de largo. Las hojas son cortantes y se reducen a oscuras vainas marrones alrededor de la base del tallo. La inflorescencia es un racimo de flores que salen del tallo acompañado de una sola bráctea larga y cilíndrica que se parece mucho a una prolongación del tallo. Las flores tienen color púrpura con segmentos de color marrón verdoso y mide unos pocos milímetros de largo.

## Taxonomía
Juncus breweri fue descrita por George Engelmann y publicado en Transactions of the Academy of Science of St. Louis 2: 440–441. 1866.
Etimología
Juncus: nombre genérico que deriva del nombre clásico latino de jungere = , "para unir o vincular", debido a que los tallos se utilizan para unir o entrelazar".
breweri: epíteto otorgado en honor del botánico estadounidense William Henry Brewer.
Sinonimia
- Juncus lesueurii var. tracyi Jeps.	[3]